# 约翰·格雷 (哲学家)
约翰·格雷（英語：John Nicholas Gray，1948年4月17日—）英国政治哲学家和作家，研究涉及分析哲学、思想史和哲学悲观主义。曾担任伦敦政治经济学院欧洲思想学院教授，2008年退休。格雷常为《卫报》、《泰晤士文学增刊》和《新政治家》杂志撰稿，他是这些刊物的主要书评人。约翰·格雷是无神论者。